# 보충성의 원리
법률용어로서의 보충성의 원리는 헌법이나 상위법상의 기본원리로서 보충의 원리(영문 principle of subsidiarity) 또는 보충의 원칙이라고도 한다.
보충성의 원리에 따르면 행동의 우선권은 언제나 ‘소단위’에게 있는 것이고, ‘소단위’의 힘만으로 처리될 수 없는 사항에 한해서 ‘차상급단위’가 보충적으로 개입할 수 있다는 것이다.
이 말은 바꾸어 말하면 행동에 대한 우선권에 수반해 그 책임 역시 당연히 하위계층인 소단위에게 있겠지만 소단위가 행동에 대한 책임을 질 수 없는 상황이 도래하면 그 다음단계로 책임을 져야하는 차상위계층이 개입해야 한다는 의미가 된다.
이에 대한 대한민국 헌법상의 관련 적용범위는 헌법재판소의 헌재결정례에서 사적자치의 원칙과 어울려 "견제 와 균형"의 틀을 위해 주요한 원리임을 밝힌바가 있다.
헌법 제23조 제1항, 제119조 제1항에서 추구하고 있는 경제질서는 개인과 기업의 경제상의 자유와 창의를 최대한도로 존중·보장하는 자본주의에 바탕을 둔 시장경제질서이므로 국가적인 규제와 통제를 가하는 것도 보충의 원칙에 입각하여 어디까지나 자본주의 내지 시장경제질서의 기초라고 할 수 있는 사유재산제도와 아울러 경제행위에 대한 사적자치의 원칙이 존중되는 범위내에서만 허용될 뿐이라 할 것인데"— 88헌가13

## 예
보충성의 원리는 지방분권에서도 보여지는 유용하고 긍정적인 메커니즘이다. 주민자치를 통한 중앙정부의 지방정부에 이양된 권한(분권)은 주민들이 이를 잘 행사하도록 하여 소단위의 권리,의무에대한 적극적 행사를 전제로 하고있다. 이에 대해 중앙정부,지방정부는 차상위단위로서 소단위가 스스로 균형있고 유연한 문제해결능력을 갖고 이의 해결 방법을 결정하는 과정의 기회를 1차적으로 보장하는 셈이다.
제7조(자치분권의 기본이념) 자치분권은 주민의 자발적 참여를 통하여 지방자치단체가 그 지역에 관한 정책을 자율적으로 결정하고 자기의 책임하에 집행하도록 하며, 국가와 지방자치단체 간 또는 지방자치단체 상호간의 역할을 합리적으로 분담하도록 함으로써 지방의 창의성 및 다양성이 존중되는 내실 있는 지방자치를 실현함을 그 기본이념으로 한다.

## 통제에서 지원으로
이러한 보충성의 원리는 통제의 개념에 대응하는 개념으로 보여왔으나 법개념이 발달함에 따라 보충성의 원리를 간섭하는 '통제'를 '지원'으로 해석하는 유연한 리걸마인드(Legal mind)가 보편화되고있다.

## 같이 보기
- 대한민국 헌법
- 민법
- 사유재산권 존중의 원칙
- 과실책임의 원칙
- 연방주의

## 참고
1. ↑  法務資料第236輯 獨逸과 美國의 聯邦制 發行法務部 P15L7(2000年12 月20日發行)
2. ↑  88헌가13
3. ↑  (지방자치분권 및 지방행정체제개편에 관한 특별법 제2장 제1절 제7조)개정 2018. 3. 20.

- 창원시-지방자치분권 이해하기
- 법제처-지방자치분권 및 지방행정체제개편에 관한 특별법
- 법제처-자치입법실무 생활법령과 연구및교육자료 및 지방자치법 해설